# Макарелы
Макарелы — пресноводное озеро на территории Кестеньгского сельского поселения Лоухского района Республики Карелии.

## Общие сведения
Площадь озера — 1,7 км². Располагается на высоте 219,0 метров над уровнем моря.
Форма озера лопастная, продолговатая: оно более чем на три километра вытянуто с северо-запада на юго-восток. Берега изрезанные, каменисто-песчаные, преимущественно возвышенные, местами заболоченные.
Из юго-восточной оконечности озера вытекает безымянный ручей, который, протекая через озеро Рогиярви, впадает в озеро Катошлампи (в которое также впадает ручей и из озера Логиярви). Катошлампи, в свою очередь, протокой сообщается с озером Тухкальским, из которого берёт начало река Корпийоки, впадающая в реку Пончу, которая, в свою очередь, впадает в Пяозеро.
В озере расположено не менее трёх небольших безымянных островов.
К северу от озера проходит трасса 86К-127 («Р-21 „Кола“ — Пяозерский — граница с Финляндской Республикой»).
Населённые пункты вблизи водоёма отсутствуют.
Код объекта в государственном водном реестре — 02020000411102000000438.